# Anandra latevittata
Anandra latevittata är en skalbaggsart som beskrevs av Stefan von Breuning 1959. Anandra latevittata ingår i släktet Anandra och familjen långhorningar. Inga underarter finns listade i Catalogue of Life.